# Surjînți, Camenița
Surjînți (în ucraineană Суржинці) este un sat în comuna Kulciivți din raionul Camenița, regiunea Hmelnîțkîi, Ucraina.

## Demografie
Componența lingvistică a localității Surjînți
     Ucraineană (94,87%)
     Rusă (5,13%)
Conform recensământului din 2001, majoritatea populației localității Surjînți era vorbitoare de ucraineană (94,87%), existând în minoritate și vorbitori de rusă (5,13%).